# Scotophaeus nanus
Espèce
Scotophaeus nanus est une espèce d'araignées aranéomorphes de la famille des Gnaphosidae.

## Distribution
Cette espèce se rencontre en Autriche et en Suisse.

## Description
Le mâle paratype mesure 7,0 mm et les femelles de 5,8 à 7,5 mm.

## Systématique et taxinomie
Cette espèce a été décrite par Wunderlich en 1995.

## Publication originale
- Wunderlich, 1995 : « Beschreibung einer bisher unbekannten Art der Gattung Scotophaeus Simon aus Österreich (Arachnida: Araneae: Gnaphosidae). » Beiträge zur Araneologie, vol. 4, p. 743-747.